# The Beatles (албум)
The Beatles је девети студијски албум британске рок групе „Битлси“, албум је много познатији по називу „White Album” по потпуно белом омоту, на коме се само налази сиви натпис „The Beatles“. Продуцирао га је Џорџ Мартин, а студијски инжењер је најчешће био Геоф Емерик.
Ово је уједно и најобимнији албум групе, са 30 песама и једини је изашао на 2 ЛП-плоче (данас 2 компакт-диска).
Група се вероватно одлучила да назове албум по свом сопственом називу, јер су остали без нарочите идеје након што су им други бендови „украли“ неколико наслова испред носа. Назвати га по одређеној песми није било лако, обзиром да је албум изашао на две плоче са укупно 30 песама, од којих се издваја неколицина.

## Ришикеш
Почетком 1968. године, „Битлси“ су провели неколико месеци у индијском кампу за изучавање трансцеденталне медитације (ТМ), Ришикеш, код Махареши-Махеш Јогија. Након неколико недеља, напустили су камп, разочаравши се како и у ТМ, тако и у самог Јогија, који је покушавао да ступи и љубавну везу са неким девојкама из пратње „Битлса“. Још пре тога, нико од чланова групе није успео да положи испит за инструктора медитације. И поред релативно неуспешног путовања, чланови групе су се у Британију вратили са неколико десетина нових песама. Напокон је и Ринго Стар добио прилику да се докаже као композитор, својом песмом "Don`t Pass me By" Џорџ Харисон је добио прилику да се докаже са више песама, али је свакако на овом албуму остао најпознатији по једној од својих најбољих песама икада- „While My Guitar Gently Weeps“.

## Студијски рад и технике
Иако је рад на новом албуму почео без нарочитих проблема, убрзо је постало јасно да група све теже функционише у заједничком раду. Све време су постојале тензије, нарочито између чланова најзначајнијег ауторског тандема- Џона Ленона и Пола Макартнија. Већ тада, Ленон је захтевао да се у студио унесе кауч, како би могао да седи поред своје нове љубавнице, Јоко Оно.
У мају 1968. године, рад на албуму је отпочео Леноновом песмом „Revolution“, која ће убрзо постати једна од најпознатијих мирнодопских химни. Поред основне верзије, која је на неки начин, једна од првих хард-рок песама, снимљена је и мирнија верзија- „Revolution 1“, која је завршила на албуму и авангардна „Revolution 9“, коју су снимили Ленон, Оно и Харисон, комбиунујући технику познату у електронској музици- „tape loops“, разне снимке, као и глас ЕМИ-јевог клапера који све време понавља „number nine“, очигледно најављујући да је на реду девети покушај да се сними нека песма (извесно је да је аутор овог пројекта-Ленон-био посебно везан за број 9).
У јуну, избила је највећа криза у историји групе. Гледајући свађе међу преосталим члановима, Ринго Стар је помислио да нико не обраћа пажњу на његове потребе, па је напустио групу и отишао на Корзику са породицом. Са своје стране, и Харисон је пролазио кроз личну психолошку кризу, што је демонстрирао тада необјављеном песмом „Not Guilty“.
Неколико недеља, група је радила без Стара. Ленон и Харисон су најчешће били у једној студијској соби, а Макартни истовремено у другој, користећи различите инжењере. Тих дана Макартни је био бубњар први пут од 1961. године. Тада је снимљено свега неколико песама, међу којима су тројица чланова групе заједно радили једино на песми „Back In The U.S.S.R.“, која је касније смештена на почетак албума. Стар се убрзо ипак вратио на Харисонову молбу и одмах је добио прилику да сними своју песму...
Криза се ипак наставила-Макартнију и Харисону је очигледан проблем представљало присуство Јоко Оно, па су често снимали у одвојеним просторијама. Када је Харисон схватио да сам није довољно квалитетан гитариста да би извукао одређену боју тона за своју песму „While My Guitar Gently Weeps“, позвао је у помоћ свог пријатеља Ерик Клептона. Долазак славног гитаристе био је мало изненађење за преостале чланове групе, али ипак сваки члан је допринео њеном настанку-Харисон, као глас и за акустичном гитаром, Макартни за клавиром (смислио је уводну солажу) и бас-гитаром, Ленон за клавијатурама, Клептон на електричној гитари и Стар на бубњевима. Било је то једно од ретких заједничких снимања. Јоко Оно се може чути у песмама „Birthday“ и „Ob-La-Di, Ob-La-Da“ као пратећи вокал.
Међутим, најкомплекснији посао је био рад на песми „Hey, Jude“, коју је написао Макартни, желећи да је посвети сину Џона Ленона, Џулијану, са којим је, иронично, био у знатно бољим односима него сам Џон. Добивши Ленонову подршку, Макартни је одлучио да то буде прва песма која ће бити снимљена на ЕМИ-јевој новој машини са 8 канала. Проблем је био што до дана за када је заказано снимање нико у студију није умео да инсталира нову апаратуру. Због тога, снимање је заказано у малом, Тридент студију, који је већ имао исту опрему. Након више неуспешних покушаја да се сними почетак, у коме су наступ имали једино Макартни и Стар, бубњар је оправдано изашао из студија и вратио се тек кад је Макартни, који није приметио његово одсутство, већ почео да снима своју деоницу. Тек кад је Стар почео, Макартни је приметио његов улазак и тај покушај је прихваћен као најбољи. Накнадно, Мартин је додао и оркестар на крају ове, дотада најдуже песме коју су „Битлси“ снимили. Чланове оркестра који су на то пристали, Мартин је употребио као хор у четвороминутном скандирању на крају песме (неки су бесно то одбили). Ипак, ова песма се на крају није нашла на албуму, већ на синглу, заједно са примарном верзијом песме „Revolution“, али то је није спречило да постане најтраженија песма „Битлса“ у Британији (траженија чак и од „Yesterday“).

## Видео спотови
„Битлси“ су снимили спот једино за „Hey, Jude“, и то у студију. На крају песме, хор који скандира чине људи различитих националности и раса.
Постоји и видео-снимак њиховог промотивног гостовања у емисији „Шоу Дејвида Фроста“, где су уживо (изузев клавира) извели песму „Revolution“. Ово је један од ретких јавних наступа „Битлса“ након прекида концертних турнеја 1966. године.

## Омот
На белом омоту се налази једино сиви натпис „The Beatles“, а на позадини знак компаније „Apple“ и серијски број плоче.

## Коначна верзија, реакције и утицаји
Песме нису концепцијски битно повезане. Џорџ Мартин је сматрао да је албум преобиман и лоше конципиран, те је покушавао да убеди чланове групе да избаце неке песме, као нпр. „Revolution 9“. Ипак, публика га је примила са одушевљењем, након дужег чекања неког озбиљнијег рада од „Битлса“.
Овај албум је отворио моду, тзв. „албума у боји“- колекција платинијумских радова Битлса је изашла на 2 плоче (данас компакт-диска) црвеном, на коме је слика групе са албума „Please, Please Me“, и плавом, на коме је слична слика групе са претпоследњег сингла из 1969. године- „Get, Back/Don`t Let me Down“. Метал група, Metallica је објавила „Black Album“.
По сличном принципу поступила је и најпопуларнија југословенска група, Бијело дугме, која је 1984. године објавила албум Бијело дугме на чијем омоту је слика Урош Предића - „Косовка девојка“, због чега су фанови тако прозвали и сам албум.

## Списак песама
Све песме су написали Ленон/Макартни, изузеци су назначени.

### Прва страна
1. Back in the U.S.S.R. – 2:43
2. Dear Prudence – 3:56
3. Glass Onion – 2:17
4. Ob-La-Di, Ob-La-Da – 3:08
5. Wild Honey Pie – 0:52
6. The Continuing Story of Bungalow Bill – 3:14
7. While My Guitar Gently Weeps (Џорџ Харисон) – 4:45
8. Happiness Is a Warm Gun – 2:43

### Друга страна
1. Martha My Dear – 2:28
2. I'm So Tired – 2:03
3. Blackbird – 2:18
4. Piggies (Џорџ Харисон) – 2:04
5. Rocky Raccoon – 3:32
6. Don't Pass Me By (Ринго Стар) – 3:50
7. Why Don't We Do It in the Road? – 1:40
8. I Will – 1:45
9. Julia – 2:54

### Трећа страна
1. Birthday – 2:42
2. Yer Blues – 4:00
3. Mother Nature's Son – 2:47
4. Everybody's Got Something to Hide Except Me and My Monkey – 2:24
5. Sexy Sadie – 3:15
6. Helter Skelter – 4:29
7. Long, Long, Long (Џорџ Харисон) – 3:03

### Четврта страна
1. Revolution 1 – 4:15
2. Honey Pie – 2:40
3. Savoy Truffle (Џорџ Харисон) – 2:54
4. Cry Baby Cry – 3:01
5. Revolution 9 – 8:22
6. Good Night – 3:11